# Wheeler Yuta
Paul Gruber, meglio conosciuto con il ring name Wheeler Yuta (Myrtle Beach, 26 ottobre 1996), è un wrestler statunitense sotto contratto con la All Elite Wrestling. Lotta anche nella Ring of Honor, dove ha detenuto per due volte il ROH Pure Championship.

## Carriera

### Circuito indipendente (2014-2020)
Debuttò come wrestler professionista nel 2014. L'anno successivo esordì nella Combat Zone Wrestling e ci rimase fino alla fine del 2016. Il 5 ottobre 2017, a One Shot, debuttò nella Major League Wrestling, dove fu sconfitto da MJF. Lottò il suo ultimo match in MLW il 15 agosto 2019 a Fusion, dove fu sconfitto da Low Ki.

### Ring of Honor (2020-presente)
Debuttò nella Ring of Honor il 12 settembre 2020 nel primo round del ROH Pure Tournament, dove fu sconfitto da Jonathan Gresham.
Nel 2022, dopo che Tony Khan acquistò la Ring of Honor fu annunciata la partecipazione di Yuta a Supercard of Honor XV, dove avrebbe affrontato Josh Woods in un match con in palio il ROH Pure Championship. All'evento, Yuta riuscì a conquistare il titolo e in seguito fu annunciata la sua firma con la All Elite Wrestling (anch'essa di proprietà di Khan). Nella rivincita, avvenuta a Dark il 24 maggio 2022, Yuta difese il titolo con successo. Difese ancora una volta il titolo nell'episodio del 29 giugno di Dark, dove sconfisse Tony Nese. Al termine del match, Yuta fu attaccato dai 2point0 e Daniel Garcia. Ciò portò ad un match tra Garcia e Yuta per il titolo a Death Before Dishonor, in cui Yuta mantenne il titolo. Garcia ci riprovò a Dynamite il 7 settembre, dove riuscì a conquistare il titolo, terminando il regno di Yuta dopo 159 giorni.
Il 10 dicembre 2022 a Final Battle, riconquistò il ROH Pure Championship, diventando il primo wrestler a detenere il titolo per due volte. Il 18 gennaio, difese per la prima volta il titolo contro Hagane Shinno alla Jay Briscoe Celebration of Life. Dopo aver difeso il titolo contro Timothy Thatcher, Clark Connors e Leon Ruffin, a Supercard of Honor cedette la cintura a Katsuyori Shibata, terminando il suo regno dopo 111 giorni.

### All Elite Wrestling (2021-presente)
Nell'episodio del 29 giugno 2021 di Dark: Elevation, debuttò nella All Elite Wrestling dove fu sconfitto da Karl Anderson. Successivamente si unì ai Best Friends in sostituzione dell'infortunato Trent Beretta nei match a tre. Dopo aver perso contro Bryan Danielson nella puntata del 30 marzo 2022 di Dynamite, Yuta lasciò i Best Friend e iniziò ad avvicinarsi al Blackpool Combat Club, stable di cui faceva parte Danielson. L'8 aprile a Rampage, fu sconfitto dal membro del Blackpool Combat Club Jon Moxley e al termine del match, si guadagnò il rispetto del gruppo e - annunciato dal manager del BCC William Regal - si unì alla stable.
Nell'episodio dell'8 marzo 2023 di Dynamite, dopo che i suoi compagni del Blackpool Combat Club Moxley e Claudio Castagnoli batterono il Dark Order, Yuta si unì a loro per mettere KO Adam Page, effettuando un turn heel. Successivamente il rientrante Bryan Danielson si ricongiunse ai compagni e tutto ciò portò ad un anarchy in the arena match a Double or Nothing, dove il BBC batté l'Elite con il pin di Yuta su Kenny Omega. La faida prodeguì fino a AEW×NJPW: Forbidden Door, dove Yuta, Moxley, Castagnoli, Konosuke Takeshita e Shota Umino affrontarono senza successo Page, gli Young Bucks e Tomohiro Ishii.

### New Japan Pro-Wrestling (2021–presente)
Debuttò nella New Japan Pro-Wrestling, il 23 aprile 2021, apparendo a Strong show statunitense prodotto dalla compagnia giapponese, dove fu sconfitto da Rocky Romero.
Il 1º maggio 2022, fu annunciato come uno dei partecipanti al 29° Best of the Super Juniors Tournament come membro del B Block. Yuta chiuse il torneo con 10 punti e uno score di cinque vittorie e quattro sconfitte, non riuscendo ad arrivare in finale.

## Personaggio

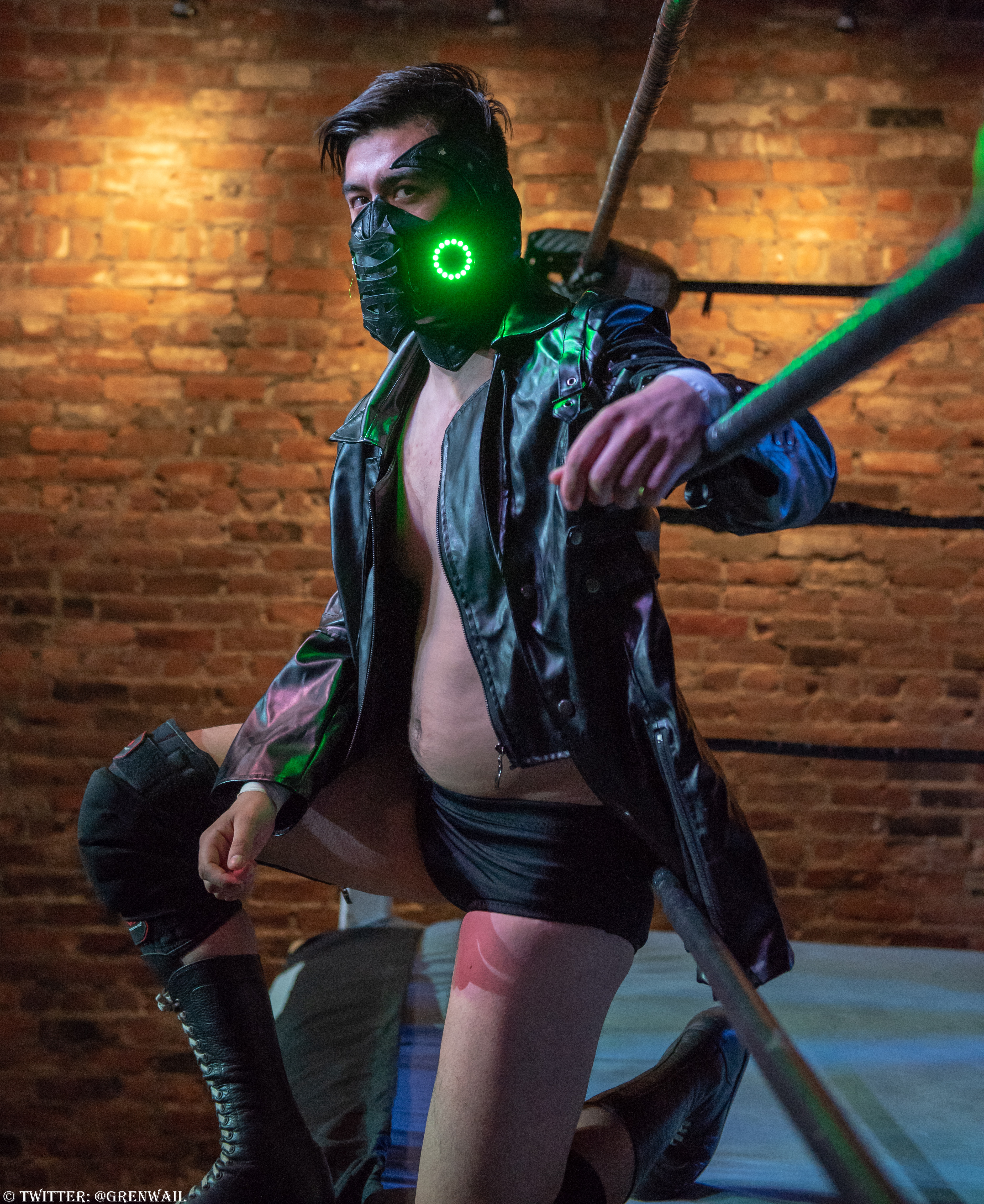
Wheeler Yuta nel 2019

### Mosse finali
- Yuta Lock (lifting standing figure-four leglock)[31]
- The Seatbelt (leg trap crucifix pin) - dal 2021[31]

### Soprannomi
- "The Decoder"[1]

## Titoli e riconoscimenti
- Chikara
  - Chikara Young Lions Cup (1)[32]
- Dojo Pro Wrestling
  - Dojo Pro White Belt Championship (1)[33]
- Pro Wrestling Illustrated
  - 43° tra i migliori 500 wrestler della PWI 500 (2022)[34]
- Powerbomb.tv
  - IWTV Independent Wrestling World Championship (1)[35]
- Ring of Honor
  - ROH Pure Championship (2)[5][6]